# Dave & Buster's
Dave & Buster's (D&B) est une chaine américaine de restaurants et de divertissements fondée en 1982, dont le siège est basé à Dallas au Texas. En novembre 2014, Dave & Buster's compte 73 restaurants aux États-Unis et 1 au Canada.

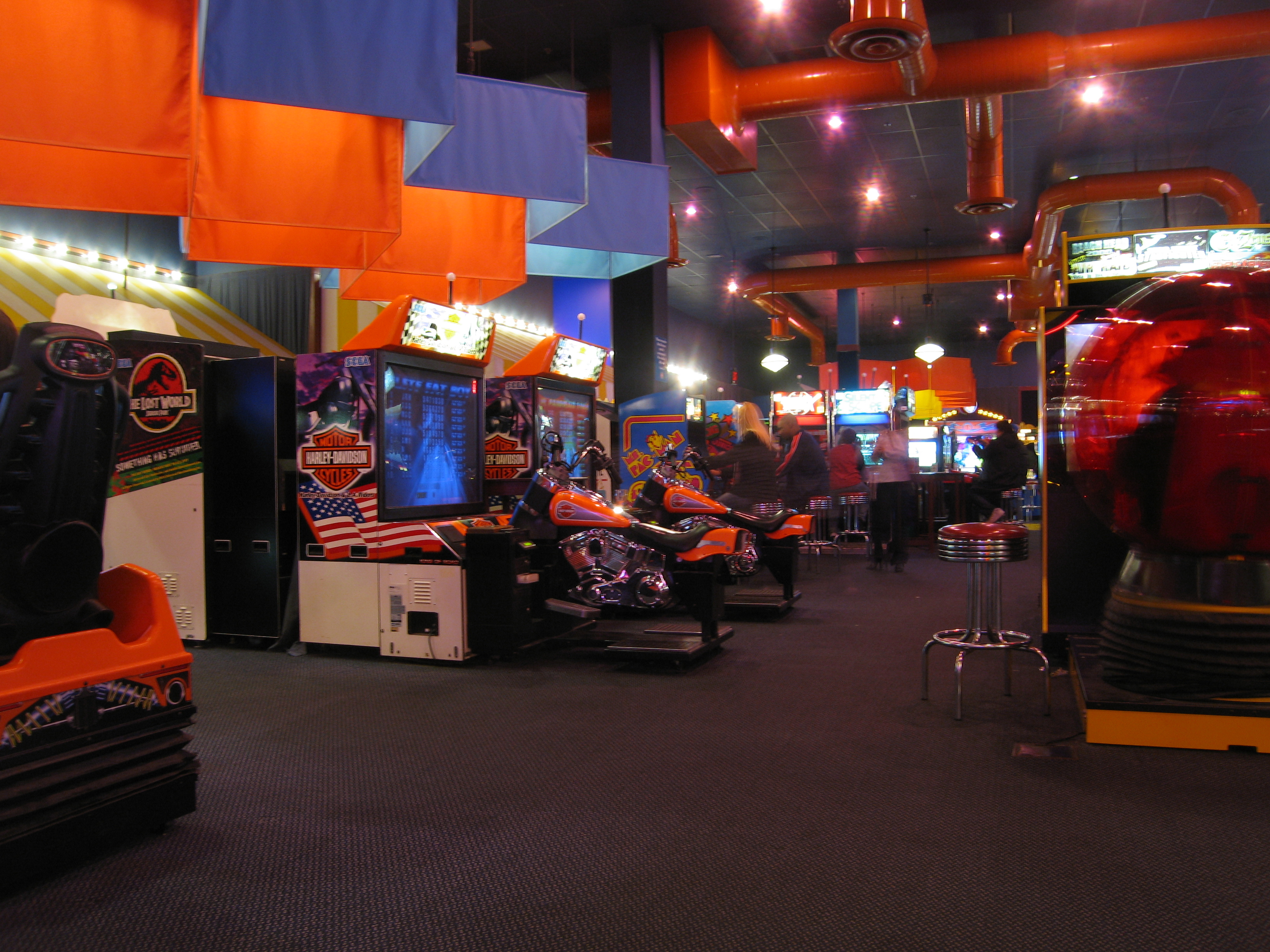
Dave & Buster's